# Wholesale VoIP
 (janvier 2022).
Le Wholesale VoIP désigne une activité consistant à vendre à des opérateurs de télécommunications, le plus souvent internationaux, des terminaisons d'appel internationales achetées à des opérateurs locaux.
Elle est peu connue du grand public et des médias puisqu'elle intervient en amont de la chaîne VoIP, et se déroule exclusivement entre opérateurs.

## Principes
Cette activité de Wholesaler VoIP vise à rétablir l'équilibre de marché exactement comme le font les arbitragistes (hedgers) sur les marchés financiers ou les sociétés de commerce de biens de consommation tels que le pétrole, le cuivre ou le café. Le Wholesaler VoIP  est un trader de minutes téléphoniques, achetant à meilleur prix aux opérateurs locaux qu'un opérateur international parce qu'il résout les contraintes particulières des opérateurs locaux, comme le pré-paiement des minutes, et parce qu'il offre une réactivité incomparable en matière d'optimisation des routes.

## Fonctionnement
Le Wholesaler VoIP est un grossiste en télécommunications VoIP qui offre aux opérateurs téléphoniques internationaux un catalogue de destinations . Les destinations privilégiées par le Wholesaler VoIP sont naturellement celles pour lesquelles la différence entre le prix international et le prix local de la minute est la plus forte, comme c'est le cas par exemple en Afrique.
Les prix sont constamment négociés et optimisés en fonction des meilleures routes du moment .
Les marges d'un Wholesaler VoIP  étant par construction faibles, ce dernier doit générer de gros volumes de minutes. Les Wholesalers VoIP réalisent ainsi des chiffres d'affaires particulièrement importants au regard de leur effectif, comme c'est le cas pour les traders en biens de consommation. L'équipe d'un Wholesaler VoIP , de taille souvent réduite, est presque exclusivement constituée d'ingénieurs en télécommunications, experts dans les couches hautes du protocole réseau selon le modèle OSI.

## Croissance du Marché
Selon l'IDATEnotamment, la croissance du pourcentage du nombre d'abonnés VoIP dans le monde est exponentielle, le pourcentage d'abonnés approchant les 20 % fin 2011. Le trafic VoIP international se développe également nettement plus rapidement que le trafic TDM international. Enfin, la part du marché mondial soumise à une interdiction ou une fermeture pour la VoIP est passée de 45 % en 2004 à 30 % en 2009.

## Rôle des Wholesalers VoIP
Pour contrer la pression des opérateurs historiques dans chacun des pays, les Wholesalers VoIP interviennent entre les grands opérateurs internationaux et les opérateurs locaux, notamment dans les pays en développement, jouant le rôle d'arbitragistes et introduisant une certaine forme de concurrence. En France, les principaux Wholesalers VoIP sont Evox Trading, Activatel et LTI Networks. L'opérateur data américain Level 3 Communications est également actif sur ce métier.